# IEEE P802.1p
IEEE P802.1p는 IEEE 802.1D 표준에 대한 동적 멀티캐스트 필터링과 트래픽 엑스퍼다이팅 추가를 담당하고 1995 ~ 1998년 사이에 활동했던 작업 그룹(Task group)의 명칭이다. 본질적으로 이 그룹은 매체 접근 제어(MAC)에서 QoS를 구현하기 위한 매커니즘을 제공한다.

## 같이 보기
- IEEE 802.1
- IEEE 802.3